# Nguyễn Công Định
Nguyễn Công Định (sinh năm 1963) là một sĩ quan cấp cao trong Quân đội nhân dân Việt Nam, hàm Trung tướng, Giáo sư, Tiến sĩ Khoa học, Nhà giáo nhân dân, nguyên Giám đốc Học viện Kỹ thuật Quân sự., Phó Chủ tịch Hội Tự động hóa Việt Nam.

## Thân thế và sự nghiệp
Ông sinh năm 1963 tại Hà Nội, nguyên quán: Hà Nam;
Năm 1980, ông thi đậu vào Học viện Kỹ thuật Quân sự, ;khóa 15
Năm 1985, tốt nghiệp xuất sắc kỹ sư chuyên ngành điện-điện tử tại Học viện Kỹ thuật Quân sự, ông được giữ lại làm giảng viên khoa Vô tuyến điện tử;
Năm 1991, ông bảo vệ thành công luận án phó tiến sĩ (nay là tiến sĩ) chuyên ngành: Điều khiển trong các hệ thống kỹ thuật tại Liên Xô;
Năm 1995, ông bảo vệ thành công luận án tiến sĩ (nay là Tiến sĩ khoa học) chuyên ngành Điều khiển tự động và phân tích hệ thống tại Liên Xô;
Từ năm 1996, ông là giảng viên chính của Bộ môn Tự động và Kỹ thuật tính-Khoa Kỹ thuật Điều khiển;
Ông từng giữ các chức vụ: Phó Giám đốc Trung tâm Công nghệ mô phỏng, Trưởng phòng Sau Đại học, Phó Giám đốc thường trực của Học viện Kỹ thuật Quân sự;
Năm 2014, được bổ nhiệm làm Giám đốc Học viện Kỹ thuật Quân sự;
Ngày 11 tháng 10 năm 2014, tại Đại hội Đại biểu toàn quốc lần thứ IV Hội Tự động hóa Việt Nam nhiệm kỳ 2014 - 2019, Giáo sư Nguyễn Công Định được bầu làm Phó Chủ tịch Hội;
Ngoài ra ông còn đảm nhiệm: Chủ tịch Hội đồng Khoa học và Đào tạo của Học viện Kỹ thuật Quân sự; Tổng biên tập Tạp chí Khoa học và Kỹ thuật; Ủy viên Hội đồng biên tập Tạp chí Khoa học và Công nghệ-Viện Hàn lâm Khoa học và Công nghệ Việt Nam; Phó Chủ tịch Hội đồng chức danh Giáo sư liên ngành Điện-Điện tử-Tự động hóa Việt Nam nhiệm kỳ 2019-2024;...
Thiếu tướng (2013), Trung tướng (2017)
Năm 2020, ông được Chủ tịch nước phong Danh hiệu Nhà giáo nhân dân cùng với Thiếu tướng, Phó Giám đốc Học viện Nguyễn Lạc Hồng.
Năm 2023, ông thôi giữ chức Giám đốc Học viện Kỹ thuật Quân sự. Người kế nhiệm ông là Thiếu tướng, PGS. TS Lê Minh Thái.

## Sách, giáo trình, công trình nghiên cứu
- Phân tích và Tổng hợp các hệ thống điều khiển tự động bằng máy tính. Nguyễn Công Định. Nhà xuất bản Khoa học và Kỹ thuật, Hà Nội,
- Nghiên cứu phát triển và ứng dụng công nghệ mô phỏng trong KTXH và ANQP. Đề tài cấp nhà nước KC-01.07. Nguyễn Công Định (Phó Chủ nhiệm kiêm Thư ký đề tài). 2001-2003.

## Danh hiệu
- Phó Giáo sư(2002)
- Giáo sư (2012): tân Giáo sư trẻ nhất quân đội năm 2012,
- Nhà giáo ưu tú
- Nhà giáo nhân dân (2020)